# Stadio Alfredo Viviani
Lo stadio Alfredo Viviani è uno stadio di calcio situato nella città italiana di Potenza. Di proprietà dell'ente comunale, è dedicato ad Alfredo Viviani, fondatore della prima squadra di calcio del capoluogo lucano. Vi disputa le proprie gare interne il Potenza Calcio.

## Storia
Lo stadio fu progettato dall'ingegner Gennaro Laurini nel 1933 e costruito tra il luglio e l'ottobre del 1934. La partita inaugurale si disputò il 4 novembre dello stesso anno tra Potenza e Nissena, terminata col risultato di 1-1. L'impianto fu inaugurato con il nome di Campo Sportivo del Littorio, come molte strutture analoghe risalenti al fascismo; la sua realizzazione avvenne per volontà delle autorità della città di Potenza, in particolare del prefetto Giuseppe Avenanti e del podestà, l'avvocato Alfonso Andretta. Nel secondo dopoguerra venne temporaneamente rinominato Campo Sportivo Italia e nel 1948 venne infine dedicato alla memoria di Alfredo Viviani, pioniere del calcio lucano.
È stato ristrutturato diverse volte per adeguarlo alle normative di volta in volta vigenti, oppure quando è stato necessario aumentarne la capienza per consentire alla squadra di calcio cittadina di disputare il campionato a seguito di una promozione in una categoria superiore; originariamente, infatti, l'impianto presentava solo la tribuna coperta, gli spogliatoi e l'ingresso monumentale. Negli anni cinquanta fu costruita la gradinata, ovvero il settore dei distinti e venne completata la pista di atletica con una zona dedicata al lancio del peso e del giavellotto. Sul finire dello stesso decennio venne ampliata la tribuna con l'aggiunta di due settori laterali scoperti e vennero aggiunti un campo da tennis e uno da basket. Negli anni sessanta, a causa della promozione in Serie B della squadra locale, furono costruite nuove gradinate, come strutture removibili in legno o metallo, nelle zone attualmente identificate come la curva Ovest e la curva Est e fu completata la copertura di tutta la tribuna. Nel corso degli anni settanta e ottanta le strutture adibite agli sport diversi dal calcio caddero in disuso e vennero eliminate le gradinate aggiuntive costruite durante i decenni precedenti.
All'inizio degli anni novanta furono costruite le due curve, quella Ovest, destinata alla tifoseria di casa, e quella Est destinata agli ospiti, tramite strutture tubolari. Il 12 maggio 1994 venne inaugurato il sistema di illuminazione, in occasione dell'amichevole disputata tra Potenza Calcio e Juventus.
Nell'estate del 2007 sono stati effettuati dei lavori per rifare completamente il settore dei distinti con la realizzazione di una nuova sala stampa nella parte superiore del settore stesso, oltre alla messa a norma dell'intera struttura ed il rifacimento degli spogliatoi. L'inaugurazione dello stadio ristrutturato avvenne il 20 gennaio 2008, in occasione della gara tra Potenza e Juve Stabia.
Nel 2012 l'impianto viene messo in sicurezza ed adeguato alle vigenti norme igienico-sanitarie, con la contestuale certificazione della nuova capienza di 4 977 posti.
Il 26 novembre 2016 viene inaugurato il nuovo manto erboso in erba sintetica, il primo nella storia dello stadio; in occasione dell'installazione del nuovo prato sintetico è stata anche dismessa la pista di atletica.
Nel 2017 viene realizzata un'area vip all'interno del settore della tribuna centrale e viene ristrutturata la facciata monumentale dello stadio a spese di un gruppo di imprenditori potentini simpatizzanti del Potenza Calcio.
Nell'estate del 2018 la struttura viene adeguata secondo i criteri richiesti per ospitare incontri valevoli per il campionato di Serie C, con l'installazione di nuovi sistemi di illuminazione e sorveglianza, il rifacimento degli spogliatoi, la rimozione delle reti protettive delle due curve, la realizzazione di nuovi sistemi di prefiltraggio degli spettatori tramite tornelli, il rinnovamento della tribuna stampa ed il miglioramento degli accessi e dell'accoglienza per gli spettatori disabili.
Nel luglio del 2019 nei settori tribuna e distinti vengono installati nuovi seggiolini per ogni posto a sedere, in ottemperanza alle normative necessarie per ospitare incontri di Serie C.

## Descrizione

### Ubicazione
Lo stadio sorge in posizione semi-centrale rispetto alla città, immediatamente a valle del centro storico. Originariamente costruito in una zona di periferia, è stato inglobato nel tessuto urbano cittadino nel corso del tempo, con la realizzazione nelle sue vicinanze di altri edifici e abitazioni. Tale ubicazione, poco consona alle moderne esigenze di uno stadio di calcio, ha fatto nascere il dibattito sulla possibilità di trasferire altrove lo stadio attuale realizzando un nuovo impianto in una zona maggiormente periferica.

### Struttura
L'architettura attuale dello stadio deriva da vari ampliamenti ed ammodernamenti che si sono susseguiti nel corso del tempo, da ciò ne consegue una sua non omogenea conformazione. Lo stadio Viviani è formato da una tribuna coperta, una delle prime tribune coperte a sbalzo ad essere realizzate in epoca fascista, con annessa sala stampa; dalla parte opposta alla tribuna c'è la gradinata scoperta dei distinti che è di più recente fattura, dotata anch'essa di sala stampa; alla destra dei distinti si trova il settore ospiti, suddiviso in due parti distanti circa 10 metri l'una dall'altra; le due curve Ovest ed Est sono strutture in ponteggi; l'ingresso principale si affaccia su Viale Marconi. Davanti agli spogliatoi è presente un piccolo campo di erba sintetica, adibito per taluni allenamenti. Lo stadio è munito di un moderno impianto di illuminazione e di un sistema antincendio e di videosorveglianza.
L'ingresso monumentale dello stadio e la tribuna centrale coperta risalenti agli anni trenta fanno dell'Alfredo Viviani un’opera sottoposta a vincolo storico/monumentale da parte del Ministero per i beni e le attività culturali.

### Capienza
La capienza dell'impianto è di 5 517 posti a sedere, suddivisi in quattro settori: tribuna coperta, distinti scoperti "Leonardo Volturno". , curva ovest e settore ospiti. 

## Incontri calcistici di rilievo
Tra le gare maggiormente rilevanti disputate al Viviani si ricorda l'amichevole del 16 febbraio 1990 in cui il Potenza affrontò la nazionale di calcio dell'Unione Sovietica, che stava effettuando un tour di amichevoli in Italia in vista dell'imminente campionato del mondo di calcio. Il prato del Viviani vide, inoltre, altre amichevoli di assoluto prestigio, come quella del 1971 in cui si affrontarono Potenza e Milan, quella del 1979 in cui la nazionale della Bulgaria affrontò il Potenza superandolo per 2 reti ad 1, o quella del 1992 che contrappose il Napoli ai rossoblù lucani, gara vinta dai partenopei per 4 ad 1. Nel 1994 fu di scena la Juventus, che affrontò la squadra del capoluogo lucano in una gara in notturna trasmessa in diretta da Telemontecarlo, terminata con il punteggio di 2 a 0 a favore degli ospiti; le reti bianconere furono messe a segno da Fabrizio Ravanelli. Nel 2002 la nazionale italiana di calcio under 19 ha affrontato nell'impianto potentino la Nazionale di calcio di Malta in amichevole, vincendo per 3 reti a 0. Per la gara di Coppa Italia del 14 agosto 2005 l'Avellino indica come sede di gara l'impianto lucano per disputare la propria gara interna contro il Siena.
| Arbitro: | Pistone (Potenza) |

|                                        |           |                        |
| Schnellinger 13’ (aut.) Del Fabbro 43’ | Marcatori | 46’ Paina 86’ Scarrone |

| Potenza 16 febbraio 1990 Amichevole | Potenza            | 0 – 0 | URSS | Stadio Alfredo Viviani\| Arbitro: \| Morgillo (Potenza) \| |
| Arbitro:                            | Morgillo (Potenza) |       |      |                                                            |

| Arbitro: | Franceschini (Bari) |

|  |           |                           |
|  | Marcatori | 20’, 53’ (rig.) Ravanelli |

## Attività extracalcistiche
Lo stadio Viviani è solitamente il punto di partenza della storica Parata dei turchi, evento facente parte dei festeggiamenti per il santo patrono della città di Potenza. È utilizzato anche come sede per concerti o per i solenni giuramenti delle Forze Armate.
Il Viviani nel corso del tempo è stato utilizzato per diversi altri scopi extracalcistici; si ricorda ad esempio l'incontro di Papa Giovanni Paolo II con i giovani lucani il 28 aprile 1991. Lo stadio fu protagonista anche in occasioni drammatiche nella storia della città: le truppe alleate, durante la seconda guerra mondiale, lo adibirono ad autorimessa per mezzi militari; in tempi più recenti, al suo interno fu allestita una tendopoli provvisoria per accogliere gli sfollati del terremoto del 1980.